# Forbestra proceris
Forbestra proceris är en fjärilsart som beskrevs av Gustav Weymer 1884. Forbestra proceris ingår i släktet Forbestra och familjen praktfjärilar. Inga underarter finns listade i Catalogue of Life.